# Classe Carvalho Araújo
A Classe Carvalho Araújo (ocasionalmente referida como Classe República) foi uma classe de dois navios da Marinha Portuguesa. Os navios da classe serviram a Marinha Portuguesa como cruzadores, como avisos e como navios hidrográficos.
Os navios tinham sido construídos nos estaleiros navais da Charles Connell and Company, em Scotstoun, para a Royal Navy britânica e lançados à água em 1915, fazendo parte da Série Azalea da Classe Arabis, construída ao abrigo de um programa de reequipamento de emergência, levado a cabo no dealbar da Primeira Guerra Mundial. Na Royal Navy, os navios eram classificados como sloops (avisos).
Os navios HMS Jonquil e HMS Gladiolus foram vendidos a Portugal a 10 de Março de 1920, sendo então reclassificados como cruzadores e rebaptizados, respetivamente, NRP Carvalho Araújo e NRP República. Entraram ao serviço  da Armada Portuguesa em 1921.
O República participou na força multinacional enviada para o Extremo Oriente para proteger os interesses europeus em Cantão durante a Guerra Civil Chinesa (1925-1927). Este navio também já tinha sido utilizado para apoiar a travessia aérea do Atlântico Sul por Gago Coutinho e Sacadura Cabral, em 1922.
Em 1932, os navios - que já haviam sido, anteriormente, adaptados ao serviço no Ultramar Português - foram reclassificados como avisos coloniais de 2ª classe.
O República sair para velejar em 1939 e foi formalmente abatido ao efetivo da Armada em 1943. O Carvalho Araújo voltou a ser reclassificado, desta vez como navio hidrográfico, continuando ao serviço até à década de 1950.

## Navios na classe
| Nº de amurada | Nome                | Estaleiro | Lançamento            | Comissão  | Observações                                                                 |
| ------------- | ------------------- | --------- | --------------------- | --------- | --------------------------------------------------------------------------- |
| -             | NRP Carvalho Araújo | Connell   | 12 de maio de 1915    | 1915-1959 | Ex-HMS Jonquil pertencente à subclasse Acacia da classe Flower britânica.   |
| -             | NRP República       | Connell   | 25 de outubro de 1915 | 1915-1939 | Ex-HMS Gladiolus pertencente à subclasse Arabis da classe Flower britânica. |